# Resolutie 222 Veiligheidsraad Verenigde Naties
Resolutie 222 van de Veiligheidsraad van de Verenigde Naties was de derde resolutie die in 1966 door de leden van de VN-Veiligheidsraad werd aangenomen. Dat gebeurde unaniem op de 1286e vergadering van de Raad op 16 juni.

## Achtergrond
In 1964 hadden de VN de UNFICYP-vredesmacht op Cyprus gestationeerd na het geweld tussen de twee bevolkingsgroepen op het eiland. Deze was tien jaar later nog steeds aanwezig toen er opnieuw geweld uitbrak nadat Griekenland een staatsgreep probeerde te plegen en Turkije het noorden van het eiland bezette.

## Inhoud
De Veiligheidsraad merkte op dat de secretaris-generaal in zijn rapport een vredesmacht nog steeds noodzakelijk vond, en dat ook de regering van Cyprus de VN-vredesmacht noodzakelijk vond.
De resoluties 186, 187, 192, 194, 198, 201, 206, 207, 219 en 220 werden bevestigd. Ook de consensus uitgedrukt door de voorzitter van de 1143e vergadering, op 11 augustus 1964, werd bevestigd.
De betrokken partijen werden opgeroepen om terughoudend te handelen, naar de resoluties van de VN-Veiligheidsraad.
De aanwezigheid van VN-vredestroepen in Cyprus werd met zes maanden verlengd, en eindigde nu op 26 december 1966.

## Verwante resoluties
- Resolutie 231 Veiligheidsraad Verenigde Naties
- Resolutie 238 Veiligheidsraad Verenigde Naties

Lijst ·  220 ·  221 ·  222 ·  223 ·  224 ·  225 ·  226 ·  227 ·  228 ·  229 ·  230 ·  231 ·  232